# The New European

The New European (укр. "Новий Європейський") – британська проєвропейська щотижнева газета, запущена як відповідь на референдум щодо ЄС 2016 року в Сполученому Королівстві, її читацька аудиторія орієнтована на тих, хто проголосував щоби залишитися у складі Європейського Союзу, а початковий слоган звучав: "Нова попгазета для 48%". Раніше належала Archant, на початку лютого 2021 року було оголошено, що консорціум, що включає засновника Метта Келлі, керівника ЗМІ Марка Томпсона та колишнього редактора Financial Times Лайонела Барбера, придбав газету.

## Газета
Засновником і головним редактиром газети виступив Метт Келлі, який раніше працював у Daily Mirror та Local World. Келлі був частково натхненний ідеєю The European, британською щотижневої газети, що виходила з 1990 до 1998 року; звідси і назва The New European.
Власники газети заявили, що спочатку строком дії "The New European" мала надрукувати лише чотири номери, після чого питання про публікацію розглядається щотижня. Напередодні виходу третього номера, газета повідомила про успішні продажі з купленими близько 40 000 примірників. Газета продовжувала виходити і після виходу четвертого номера, а в липні 2019 заявила, що продовжує залишатися прибутковою. У листопаді 2016 року повідомлялося, що тираж складає "близько 25 000", а у лютому 2017 року – 20 000.
Аластер Кемпбелл став головним редактором газети в березні 2017 року, через кілька місяців після того, як газета виграла права на п'ятий том його щоденників про уряд Блера, які вона публікувала протягом трьох тижнів.
У травні 2017 року газета заявила, що має лише один постійний співробітник і близько 40 авторов. У липні 2017 року газета оголосила, що переходить із формату Berliner на формат Compact.
У травні 2018 року газета присвятила цілий випуск фемінізму, перейменувавшись в The New Feminist, за редакцією Керолайн Кріадо Перес та за участю Хелен Льюїс, Саміри Ахмед та Конні Хук. 29 березня 2019 року, коли Велика Британія мала покинути Європейський союз при Терезі Мей, газета присвятила цілий випуск працям Вілла Селфа. Ессе обсягом 25 000 слів проілюстрував Мартін Роусон.
У вересні 2019 року Келлі оголосив, що підвищує Джаспера Копінга, який раніше працював заступником редактора газети, до посади редактора, а сам обійняв посаду видавця.
У лютому 2021 року було оголошено, що консорціум, до якого увійшли засновник Метт Келлі, медіаменеджер Марк Томпсон та колишній редактор Financial Times Лайонел Барбер, купив газету у Archant.

## Цифровий
У листопаді 2016 року газета оголосила, що переходить на цифрові технології. У травні 2017 року вона запустила свій перший подкаст, який нині залучає від 10 000 до 15 000 слухачів щотижня. Веб-сайт, який поєднує в собі матеріали газети з унікальним онлайн-контентом, як стверджується, приваблює понад мільйон переглядів сторінок на місяць.

## Відгуки

### Нагороди
У березні 2017 року Товариство редакторів присудило The New European нагороду "почесного голови" . У травні 2017 року The New European отримав призи на щорічній премії British Media Awards у номінаціях "Запуск року" (золото), "Друкарський продукт року" (срібло), "Контент-команда року" (бронза) та "Піонер року" для редактора Метта Келлі. У липні 2017 року гурт Archant отримав нагороду голови Асоціації професійних видавців, запустивши видання The New European.

### Критика
У липні 2016 року, лише через тиждень після запуску газети, Vice News назвав The New European газетою для "ображених невдах", яких "об'єднує не любов до Європи, а скоріше зневагу до 52%".
У квітні 2017 року The New European розіслала пресреліз своєї заголовної статті під назвою "Скегнесс: Приморське місто, яке Brexit може закрити". У пресрелізі також згадувалося, що стаття "навряд буде добре прийнята на місцевому рівні, і є можливість розпалу суперечок на місцевому рівні". The New European заявила, що пресреліз був розісланий помилково, і випустила іншу копію без коментарів. The Spectator опублікував статтю під заголовком "Новий європеєць розкриває свій план з тролінгу Скегнесса". У ньому йшлося таке: "Хоча проєвропейська газета стверджує, що вона виступає за єдність і толерантність, схоже, вони не соромляться розпалювати ворожнечу в англійських містах ". Карикатурне зображення на обкладинці цього номера було грою на тему "Веселого рибалки", спочатку створеного на замовлення Великої Північної залізниці, і викликало різку критику. The і повідомила, що жителі Скегнесса були "зачеплені й ображені" тим, що талісман міста, Веселий рибалка, був "використаний" на обкладинці журналу The New European. У відповідь на публікацію член парламенту від Бостона та Скегнесса Метт Ворман сказав, що "тим, хто прагне заново обґрунтувати європейську позицію, краще спробувати зрозуміти, ніж ображати окремих людей чи цілі міста".